# Jürgen Kipp
Jürgen Kipp (* 25. Dezember 1946 in Walsrode) ist ein deutscher Richter im Ruhestand und amtierender Ombudsmann der Schlichtungsstelle Energie. Er war u. a. langjährig Richter am Bundesverwaltungsgericht und Präsident des Oberverwaltungsgerichts Berlin-Brandenburg.

## Leben
Jürgen Kipp studierte Rechtswissenschaften in Göttingen und Tübingen. Nach dem Referendariat wurde er im Mai 1976 als Richter auf Probe in den Richterdienst des Landes Berlin eingestellt. 1979 wurde Kipp zum Richter am Verwaltungsgericht Berlin ernannt, 1985 zum Richter am Oberverwaltungsgericht Berlin. Ab 1990 war er Vorsitzender Richter am Verwaltungsgericht Berlin, bis zu seiner Berufung an das Bundesverwaltungsgericht 1992. Im August 2002 kehrte Kipp zunächst als Vizepräsident an das Oberverwaltungsgericht Berlin zurück, wurde im Dezember 2002 zu dessen Präsidenten ernannt. Kipp zeichnete verantwortlich für die Zusammenlegung der Oberverwaltungsgerichte Berlin und Brandenburg, durch die er im Juli 2005 zum Präsidenten des fusionierten Oberverwaltungsgerichts Berlin-Brandenburg wurde. Zum 31. Dezember 2011 trat er in den Ruhestand.
Im September 2013 veröffentlichte Kipp sein Buch Einhundert Jahre, das die Historie des Gebäudes des Kammergerichts Berlin am Kleistpark behandelt.
Seit 1. November 2013 ist Kipp der Ombudsmann der Schlichtungsstelle Energie und zeichnet als solcher verantwortlich für die Schlichtung von Streitigkeiten zwischen Verbrauchern sowie Energieversorgungsunternehmen.
Im Jahr 2014 wurde er Richter des Verfassungsgerichtshofes des Landes Berlin. Seine siebenjährige Amtszeit endete regulär 2021. Da das Abgeordnetenhaus jedoch erst im Juli 2024 einen Nachfolger wählte, war er bis dahin kommissarisch im Amt.
Kipp ist seit 1978 Mitglied, seit 1980 Vorstand und seit 1991 Vorsitzender des Vorstands des Nachbarschaftsheim Schöneberg e. V., einem gemeinnützigen Träger pflegerischer und sozialkultureller Angebote.

## Veröffentlichungen
- Kammergerichtspräsident Dr. Georg Strucksberg (= Forum Recht und Kultur im Kammergericht. Band 1). Lexxion, Berlin 2008, ISBN 978-3-939804-58-1 (Vortrag, gehalten am 27. Februar 2008 vor dem Forum Recht und Kultur im Kammergericht e. V.).
- Einhundert Jahre. Zur Geschichte eines Gebäudes 1913–2013. 100 Jahre Kammergericht am Kleistpark. Berliner Wissenschafts-Verlag, Berlin 2013, ISBN 978-3-8305-3226-2.